# Orangerie (Potsdam)
L'Orangerie (Orangerieschloss) è un palazzo situato nel parco di Sanssouci, nella città di Potsdam, in Germania. 

## Storia
L'edificio, voluto da Federico Guglielmo IV di Prussia, iniziò nel 1851 e terminò nel 1864. Vi lavorarono i tre architetti Ludwig Persius, Friedrich August Stüler e Ludwig Ferdinand Hesse basandosi sulle direttive del monarca. Nel 1990 l'UNESCO rese l'Orangerie uno dei patrimoni dell'umanità assieme agli altri palazzi storici di Potsdam e Berlino.

## Descrizione
L'Orangerie è un imponente edificio a tre piani ispirato a diverse architetture italiane, quali Villa Medici, gli Uffizi e Villa Doria Pamphilj. Secondo Mínguez e Rodríguez (2006), gli elementi più significativi dell'Orangerie sono le due torri simmetriche, le estensioni delle ali laterali e il portico di gusto rinascimentale. La facciata sud è lunga 330 metri e presenta dei colonnati ad arco.
La sala Raffaello dell'Orangerie contiene una collezione di cinquanta copie delle opere di Raffaello Sanzio, come la Madonna Sistina e la Trasfigurazione, più un lucernario disegnato dallo stesso Federico Guglielmo.